# Wojciech Malczewski (zm. 1736)
Wojciech Malczewski herbu Abdank (zm. 19 marca 1736 roku) – sędzia poznański w latach 1724–1736, starosta kcyński w 1721 roku.
Poseł województwa poznańskiego na sejm zwyczajny pacyfikacyjny 1735 roku.